# پگسگورو
پگسگورو (انگلیسی: PagSeguro) شرکت خدمات مالی برزیلی است، که در سال ۲۰۰۶ تأسیس شد.